# Giuseppe Fiorini
Giuseppe Fiorini (Bazzano, 26 settembre 1861 – Monaco di Baviera, 24 gennaio 1934) è stato un liutaio italiano, considerato una delle personalità più geniali che il mondo del violino abbia mai avuto.

## Biografia
Era nato nel piccolo ma storico paese di Bazzano da Raffaele e da Teresa Obici. Suo padre era uno stimato liutaio, allievo dei celebri Tadolini di Modena e, a sua volta, era stato maestro del liutaio Augusto Pollastri. Nel 1868 aveva trasferito bottega e famiglia a Bologna seguendo il consiglio di Carlo Verardi, primo violino del Teatro Comunale e Direttore d'orchestra.
 Giuseppe sin da giovanissimo lavorò con il padre nell'ormai apprezzata bottega artigiana sita nel centrale Palazzo Pepoli e si era mplto appassionato nell'apprendere i segreti di quell'arte, nonostante il parere contrario del genitore che la considerava un mestiere poco redditizio. Ma Giuseppe che dapprima si occupava della sola riparazione degli strumenti, già all'età di sedici anni costruiva il suo primo violino e, nel 1881, apriva in città un suo proprio laboratorio di liuteria. Era divenuto così valente che nel 1888 vinse il primo premio assoluto alla Esposizione internazionale di musica di Bologna.
 Probabilmente in quella occasione conobbe Andreas Rieger un noto liutaio di Monaco di Baviera del quale, l'anno seguente, sposò la figlia e attuò la scelta di trasferire il suo laboratorio in quella città entrando in società col suocero che vi si era ben stabilito. Qui strinse amicizia con Walter Benno, primo violino dell'Teatro dell'Opera di quella città ed anche con il principe Ludovico Ferdinando di Baviera. Nel 1896 il Rieger si ritirò dalla professione e il Fiorini rimase unico titolare del laboratorio.
 allo scoppio della prima guerra mondiale, nel 1914, trasferì la sua bottega a Zurigo, dove il suo lavoro non tardò a essere apprezzato ma, terminata la guerra tornò in Italia. Nel 1920 acquistò dalla marchesa Paola Della Valle del Panaro di Torino, la collezione degli arnesi che avevano fatto parte del laboratorio di Antonio Stradivari nonché il violino personale del celebre maestro. Questo violino servì al Fiorini come modello che lui seppe riprodurre con sapiente arte in copie perfette che ottennero grande successo presso collezionisti e strumentisti. Tra i suoi molti allievi di questo periodo vanno ricordati i nomi di Ansaldo Poggi e Simone Fernando Sacconi. Nel 1923 si recò a Roma con l'intento di aprire una scuola di liuteria, ma non riuscì a realizzare questa sua ambizione a causa di una seria malattia agli occhi che lo rese quasi cieco costringendolo ad abbandonare la sua fine arte. Tornò a Bologna e poi partì per Monaco confidando di recuperare la vista grazie ad applicazioni elettriche; ogni cura fu purtroppo inutile. Svanita questa speranza, affidò l'attività di riparazione dei violini al suo allievo ed amico Wolfgang Turcke-Bebie (1878-1958), poi divenuto un valido liutaio di Bologna, che già altre volte lo aveva sostituito quando si trovava all'estero.

Nel 1930 donò al Museo di Cremona la sua collezione di cimeli appartenuti a Stradivari, con l'obbligo che fosse pubblicamente esposta e col proposito di fondare una scuola di liuteria, da lui diretta. La morte lo colse a Monaco di Baviera il 24 gennaio 1934.

Il progetto di realizzare un museo stradivariano da lui carezzato, per il quale aveva sacrificato i suoi risparmi, venne realizzato solo dopo la sua morte quando, nel 1937 in occasione del bicentenario della morte di Stradivari, la città di Cremona accolse la sua idea di fondare una scuola di liuteria.

Costruttore appassionato e instancabile, di lui si conoscono oltre cinquecento strumenti. Il suo metodo era principalmente basato su un accurato studio del rapporto fra legno utilizzato e vibrazioni volute durante la fabbricazione dello strumento; egli infatti sosteneva che «...l'instrumento nasce buono e perfetto...», contrariamente a quanti pensavano che lo strumento "si forma" col tempo.
È sepolto nel Chiostro Maggiore del cimitero monumentale della Certosa di Bologna.